# Подводные лодки типа «Ленинец»
Подводные лодки типа «Ленинец» — тип советских дизель-электрических подводных лодок-минных заградителей времён Второй мировой войны. Всего было построено 25 лодок типа «Л» по четырём различным проектам (серии II, XI, XIII и XIII-бис), из них 19 — до 1941 года. Подводные лодки типа «Ленинец» входили в состав всех четырёх флотов Советского Союза и приняли активное участие в Великой Отечественной войне. Многие корабли имели собственные имена.

## История проекта

### Серия II, 6 лодок
Идеи российского изобретателя М. П. Налётова по созданию подводного минного заградителя, воплощённые в подводной лодке «Краб» явились стимулом для переоборудования аналогичным образом двух лодок проекта «Барс»: «Ёрш» и «Форель». В соответствии с программой военного кораблестроения 1926 года предусматривалась постройка шести комбинированных минно-торпедных лодок: трёх для Балтийского флота и трёх для Черноморского флота. К разработке проекта минного заградителя — подводной лодки серии II — были привлечены многие специалисты минного дела и подводного плавания. Проект, предложенный учёным-кораблестроителем Б. М. Малининым, предусматривал размещение в корме прочного корпуса лодки двух труб с 10 минами в каждой. Такая конструкция позволила обеспечить «сухое» хранение мин до момента постановки, когда трубы затапливались, в отличие от первых лодок, в которых мины хранились в надстройке на палубе и могли сдетонировать при атаке глубинными бомбами.
В конструктивном плане новая подводная лодка была близка к подводным лодкам серии I «Декабрист», являясь более технологичным развитием этого проекта. Применение новой формы прочного корпуса — цилиндра с коническими окончаниями вместо веретенообразной формы — позволило избежать изготовления поверхностей двойной кривизны при помощи пресса в нагретом состоянии, и обойтись холодным вальцеванием листов.
Прочный корпус был разделён на 6 отсеков. Одна переборка была плоской и рассчитанной на давление в 1 атм., остальные 4 переборки имели сферическую форму и рассчитывались на 6 атм. Форма дверей была изменена на овальную, тогда как ранее применялись двери круглой формы. Три отсека были оборудованы как убежища для экипажа, в них имелись средства аварийной продувки главного балласта и средства спасения экипажа.
Применение иностранной конструкции вентиляции аккумуляторных ям для экономии пространства привело к нескольким взрывам и пожарам в аккумуляторных секциях, в частности, в результате взрывов погибло 4 человека на Л-2 и 5 человек на Л-4. Впоследствии нововведение уступило место старой конструкции с изолированными ямами и металлическим настилом. Для сжигания образующегося водорода применили специальное устройство «К-5».
Черноморские подлодки отличались от балтийских наличием прямого высокого флагштока на носу, а также отсутствием дополнительных шпигатов над якорной нишей.
 Представители серии II: 
| Обозначение | Название                | Завод | Заложена        | Спущена на воду | Подписание приёмного акта | Окончание службы                   |
| ----------- | ----------------------- | ----- | --------------- | --------------- | ------------------------- | ---------------------------------- |
| Л-1         | «Ленинец»               | № 189 | 6 сентября 1929 | 28 февраля 1931 | 22 октября 1933           | 7 июля 1945 списана                |
| Л-2         | «Марксист» «Сталинец»   | № 189 | 6 сентября 1929 | 21 мая 1931     | 24 октября 1933           | 15 ноября 1941 подорвалась на мине |
| Л-3         | «Большевик» «Фрунзовец» | № 189 | 6 сентября 1929 | 8 августа 1931  | 5 ноября 1933             | 15 февраля 1971                    |
| Л-4         | «Гарибальдиец»          | № 198 | 15 марта 1930   | 31 августа 1931 | 8 октября 1933            | 17 февраля 1956                    |
| Л-5         | «Чартист»               | № 198 | 15 марта 1930   | 5 июня 1932     | 30 октября 1933           | 29 декабря 1955                    |
| Л-6         | «Карбонарий»            | № 198 | 15 апреля 1930  | 3 ноября 1932   | 9 мая 1933                | 5 июня 1944 потоплена              |

### Серия XI (II-бис), 6 лодок
13 августа 1933 года было принято решение о строительстве подводных лодок для Тихоокеанского флота. 6 модернизированных лодок типа «Ленинец» были заложены с 10 апреля по 10 июня 1934 года, перевезены на Дальний Восток в 1935 году, введены в строй в 1936 году. Предполагалось изготовить лодки на заводах № 189 и № 198, по железной дороге доставить их в Комсомольск-на-Амуре и собрать на заводе № 199, однако из-за недостатка мощностей к сборке привлекли также завод № 202 (Владивосток), на котором в итоге были собраны четыре из шести лодок.
Отличия XI серии: кормовой отсек был разделён на две части, таким образом, число отсеков достигло 7. Была улучшена обитаемость лодки. Длина лодки увеличилась до 80 м. Аккумуляторные ямы были изготовлены в герметичной конструкции.
 Представители серии XI: 
| Обозначение | Название      | Завод         | Заложена       | Спущена на воду  | Подписание приёмного акта | Окончание службы                                         |
| ----------- | ------------- | ------------- | -------------- | ---------------- | ------------------------- | -------------------------------------------------------- |
| Л-7         | «Ворошиловец» | № 189 — № 202 | 10 апреля 1934 | 15 мая 1935      | 10 декабря 1936           | разобрана в 1956 году                                    |
| Л-8         | «Дзержинец»   | № 189 — № 202 | 10 апреля 1934 | 10 сентября 1935 | 29 декабря 1936           | разобрана в 1973 году, рубка сохранена как памятник Л-19 |
| Л-9         | «Кировец»     | № 189 — № 202 | 1 июня 1934    | 25 августа 1935  | 29 декабря 1936           | разобрана в 1959 году                                    |
| Л-10        | «Менжинец»    | № 198 — № 202 | 10 июня 1934   | 18 декабря 1936  | 12 декабря 1937           | разобрана в 1959 году, рубка сохранена как памятник Л-16 |
| Л-11        | «Свердловец»  | № 198 — № 199 | 10 июня 1934   | 4 декабря 1936   | 5 ноября 1938             | разобрана в 1959 году                                    |
| Л-12        | «Молотовец»   | № 198 — № 199 | 10 июня 1934   | 7 ноября 1936    | 10 декабря 1938           | разобрана в 1983 году                                    |

### Серия XIII, 7 лодок
Серия строилась для Тихоокеанского флота в 1935 году. Лодки XIII серии имели смешанную клёпанно-сварную конструкцию, отличавшуюся большей простотой и технологичностью. Вся лодка в целом была переработана, вплоть до минного устройства, которое было существенно модернизировано, однако при этом количество мин снизилось до 18.
В корме были установлены два торпедных аппарата с запасными торпедами, артиллерийский боезапас возрос с 122 до 150 снарядов калибра 100 мм и с 250 до 500 снарядов калибра 45 мм. Лодка получила наклонный форштевень и выдвижные горизонтальные рули. Была улучшена обитаемость лодки. Увеличилась дальность плавания, а время срочного погружения сократилось до 60 секунд.
 Представители серии XIII: 
| Обозначение | Завод         | Заложена        | Спущена на воду | Подписание приёмного акта | Окончание службы                       |
| ----------- | ------------- | --------------- | --------------- | ------------------------- | -------------------------------------- |
| Л-13        | № 189 — № 202 | 25 апреля 1935  | 2 августа 1936  | 2 октября 1938            | 1958                                   |
| Л-14        | № 189 — № 202 | 25 апреля 1935  | 20 декабря 1936 | 10 октября 1938           | с 1959 учебная, расформирована в 1984  |
| Л-15        | № 198 — № 202 | 5 ноября 1935   | 26 декабря 1936 | 6 ноября 1938             | расформирована в 1956                  |
| Л-16        | № 198 — № 202 | 5 ноября 1935   | 9 июля 1937     | 9 декабря 1938            | 11 октября 1942 торпедирована I-25     |
| Л-17        | № 198 — № 202 | 25 января 1935  | 5 ноября 1937   | 5 июня 1939               | c 1954 учебная, УТС-84                 |
| Л-18        | № 189 — № 202 | 30 декабря 1935 | 12 мая 1938     | 24 сентября 1939          | с 1958 учебная, УТС-85                 |
| Л-19        | № 189 — № 202 | 26 декабря 1935 | 25 мая 1938     | 4 ноября 1939             | погибла в Японском море в августе 1945 |

### Серия XIII-1938 (XIII-бис), 6 лодок
В 1938 году была заложена последняя и самая совершенная серия лодок типа «Ленинец». Длина была уменьшена на 2 метра во избежание задевания торпедами волнорезных щитов при стрельбе. Шумность лодки снизилась благодаря применению резиновых амортизаторов. Небольшим удлинением минных труб количество мин было восстановлено до 20. Новые дизели, 1-Д, обладавшие мощностью 2000 л. с., позволили увеличить надводную скорость до 18 узлов.
 Представители серии XIII-1938: 
| Обозначение | Завод         | Заложена         | Спущена на воду  | Подписание приёмного акта  | Окончание службы                                                        |
| ----------- | ------------- | ---------------- | ---------------- | -------------------------- | ----------------------------------------------------------------------- |
| Л-20        | № 189 — № 402 | 10 июня 1938     | 14 апреля 1940   | 28 августа 1942            | 28 января 1958, потоплена при испытаниях ядерного оружия на Новой Земле |
| Л-21        | № 189         | 30 сентября 1938 | 30 июля 1940     | 11 августа 1943            | 29 декабря 1955                                                         |
| Л-22        | № 189 — № 402 | 29 сентября 1938 | 25 сентября 1939 | 28 августа 1942            | 21 мая 1959                                                             |
| Л-23        | № 198         | 17 октября 1938  | 22 июня 1941     | 31 октября 1941            | погибла в январе 1944 года по неизвестной причине                       |
| Л-24        | № 198         | 20 октября 1938  | 17 декабря 1940  | 29 апреля 1942             | 29 декабря 1942 погибла на мине                                         |
| Л-25        | № 198         | 23 октября 1938  | 26 февраля 1941  | строительство не закончено | 19 декабря 1944 затонула при буксировке                                 |

## Потопленные корабли
В общей сложности лодки типа «Л» минами и торпедными атаками потопили 40 транспортных судов суммарным водоизмещением 93 900 брт. и 18 боевых и вспомогательных судов.

## Награды ПЛ типа «Л»
- Орденом Красного Знамени были награждены
  - Л-4 — 23 октября 1942 года,
  - Л-22 — 8 июля 1945 года.
- 1 марта 1943 года «Л-3» была удостоена гвардейского звания.